# 张统一
张统一（1949年10月—），生于河南郑州，原籍河南温县。中国材料力学专家。1993年后担任香港科技大学机械工程系讲座教授。现任上海大学教授，上海大学材料基因研究院院长。

## 生平
1978至1979年就读于河南师范大学，分别于1982年和1985年在北京科技大学获硕士和博士学位。2011年当选为中国科学院院士。